# Сулейманов, Шамиль Камран оглы
Шамиль Камран оглы Сулейманов (азерб. Şamil Kamran oğlu Süleymanov; род. 11 мая 1955, Баку) — советский и азербайджанский актёр, Народный артист Азербайджана (2016). Окончил Азербайджанский государственный институт искусств имени Мирзаги Алиева. Работает на киностудии «Азербайджанфильм». Наибольшую известность получил за роли в таких фильмах как «Первая любовь Балададаша» (1974), «Украли жениха» (1983), «Хочу жениться» (1985).  персональный пенсионер Президента Азербайджанской Республики (2023).

## Карьера
Первой значительной ролью Сулейманова была роль Балададаша в короткометражном фильме «Первая любовь Балададаша» из киноальманаха «Страницы жизни». По словам актёра, он даже фотопробы не проходил. Про эту свою роль актёр говорит:
Этот образ был мне знаком, так как вырос на абшеронских дачах. Я знал каждую строчку повести. Фикрет Алиев остановил свой выбор на мне, смог убедить художественный совет, и меня утвердили на роль Балададаша. Во время съемок я понял, что школа Станиславского не помогает актеру в кино, просто возможности для этого не находится. Но я влюбился в кино. Во время первого показа Эльчин смотрел на экран, а я на него… То, что я дал Балададашу, знают зрители. А Балададаш дал мне то, что меня до сих пор знают как Баладаша. Даже когда я ездил в хадж, меня называли хаджи Балададаш. Хотя на экранах у меня есть несколько образов по имени Шамиль

## Фильмография
- 2024 — Гражданин А — директор школы
- 2012 — Град — учитель
- 2010 — И не было лучше брата
- 2008 — Доброе утро, мой ангел! — Шамиль
- 1992 — Исповедь — Адиль
- 1985 — Украли жениха — Гасан
- 1983 — Хочу жениться — Шамиль
- 1981 — Золотая пропасть — Азис
- 1981 — Дедушка дедушки нашего дедушки — молодой Азиз
- 1981 — Аккорды долгой жизни — Фараджев
- 1979 — Защита диплома — Махмуд
- 1978 — Удобное место в саду (киноальманах «Жена моя, дети мои») — Газанфар
- 1976 — Звук свирели — Джумру
- 1974 — Первая любовь Балададаша (киноальманах «Страницы жизни») — Балададаш